# Cratere Kittu
Kittu è un cratere sulla superficie di Ganimede.